# Hoovering
Hoovering (termín pochází z anglické značky vysavačů Hoover) je manipulační způsob chování, kdy narcista usiluje o návrat kontroly nad svou obětí (například bývalý partner či partnerka) po období odloučení, při nulovém kontaktu či rozchodu. Tento jev se často projevuje nevyžádaným kontaktem, omluvami, sliby změny, vyznáními lásky či dokonce výhrůžkami. Cílem narcisty je získat zpět pozornost, soucit nebo obdiv, a to za účelem zneužívání citové zranitelnosti druhého. Hoovering může probíhat přes textové zprávy, telefonáty, sociálních sítí nebo osobní kontakt. Oběti takového chování často zažívají zmatení, pochybnosti a vinu, což jim ztěžuje nastavení jasných osobních hranic a definitivní přerušení kontaktu s narcistou. Umět rozpoznat hoovering je zásadní pro ochranu emocionálního zdraví a zabránění návratu do toxického vztahu.